# 愁雷
「愁雷」（しゅうらい）は、1980年9月21日に発売された野口五郎の36枚目のシングルである。

## 収録曲
1. 愁雷
作詞：三浦徳子／作曲・編曲：山中涼平
2. やさしく教えて
作詞：山上路夫／作曲：筒美京平／編曲：井上鑑